# 陳尤雪
陳尤雪（1949年9月29日－），臺灣政界人士，臺北市私立育達高級中等學校畢業，為臺北市內湖區湖濱里里長。

## 簡歷
陳尤雪里長經歷：
- 內湖長青會理事長
- 內湖區調解委員會調解委員（現任）
- 臺北市婦女防火宣導大隊長
- 臺北市環保義工大隊大隊長
- 碧山巖開漳聖王廟監事（現任）
- 公舘庄武身開漳聖王廟監事（現任）
- 梘頭福德祠主任委員
- 內湖六大角碧奉宮主任委員（現任）
- 臺北市防火宣導大隊顧問（現任）
- 內湖區婦女會理事長
- 內湖區里長聯誼會會長（現任）
- 臺北市義勇消防總隊副總隊長（現任）
- 內湖區空手道委員會第一任-第五任會長（現任）

陳尤雪自1990年擔任湖濱里首任里長後，已蟬連八屆里長。

## 外部連結
臺北市內湖區公所湖濱里里長簡介
內湖空手道委員會 （页面存档备份，存于）
風雲榜！陳尤雪女士 （页面存档备份，存于）